# Antonio Navarro Wolff
Antonio José Navarro Wolff (Pasto, 9 de julio de 1948) es un ingeniero sanitario, profesor universitario, exguerrillero y político colombiano de ascendencia alemana.
Fue designado en el gobierno de  César Gaviria como ministro de salud. Ha sido alcalde de Pasto, integrante de la Asamblea Constituyente de 1991, representante a la Cámara por Bogotá, gobernador de Nariño y senador de la República.

## Biografía
Está casado con Marcela Bustamante. En 1972 obtuvo el título de Ingeniero Sanitario en la Universidad del Valle, luego de lo cual realizó estudios de postgrado y se desempeñó como profesor de la misma universidad. Se especializó en Ingeniería del Medio Ambiente en Loughborough University, Inglaterra (1976). Fue becario de la Fundación Rockefeller, del Consejo Británico y del International Development Research Center, IDRC, de Canadá.
Profesionalmente como ingeniero sanitario fue asesor del Departamento de Medicina Social de la Universidad del Valle (1972), coordinador del Centro de Investigaciones Multidisciplinarias para el Desarrollo Rural, CIMDER (1972-1977), asesor internacional del IDRC (1976-1978), profesor de la Universidad del Valle (1972- 1978), director del Plan de Estudios de Ingeniería Sanitaria, en la misma universidad, y consultor privado.

### Militancia en el M-19
A finales de los años 1970 se incorporó a la guerrilla del M-19 debido a la admiración por el grupo guerrillero al representar una visión nacionalista y en defensa de la visión de Simón Bolívar, el robo de la espada de Bolívar por parte del grupo subversivo lo convence de ingresar a dichas filas. En el M-19 Navarro ascendió hasta convertirse en el segundo comandante de la organización.  

#### Negociaciones de paz
Navarro coordinó el Equipo Negociador de Paz de este movimiento durante las negociaciones con el gobierno de Belisario Betancur entre 1984 y 1985. Fue nombrado jefe de la Comisión para organizar el Diálogo Nacional, de la que también formaban parte Vera Grabe, Alfonso Jacquin, Andrés Almarales e Israel Santamaría. Los diálogos se rompieron, las treguas se incumplieron y murió el proceso de paz. 
En mayo de 1985 fue víctima de un atentado en una cafetería de Cali, cuando un colaborador del Ejército Nacional lanzó una granada que causó una explosión a diez centímetros del pie de Navarro. Una esquirla le seccionó el nervio que mueve la parte izquierda de la lengua. Según informaciones de seguridad iba a sufrir un nuevo atentado en el hospital, por lo cual varias personalidades intervinieron para que saliera del país. Le amputaron la pierna en México y su recuperación fue en Cuba, donde le hicieron una prótesis. 

#### Acuerdos de paz
Posteriormente, junto a Carlos Pizarro llevaron a cabo las negociaciones de paz con el gobierno de Virgilio Barco (1989). La paz se firmó el 11 de marzo de 1990.
Tras la firma de los acuerdos de paz, el M-19 postuló a su máximo comandante, Carlos Pizarro Leongómez, a la presidencia de la república, pero fue asesinado en un vuelo comercial saliendo de Bogotá a Barranquilla el 26 de abril de 1990. Después del entierro de Carlos Pizarro se reunieron los cuadros de dirección del M-19 y decidieron continuar con el proceso de paz la candidatura a la presidencia de Navarro, quien obtuvo un destacado tercer lugar. Navarro ha afirmado que el M-19 se desmovilizó porque sabía que no iban a ganar la guerra.

### Trayectoria política
Navarro fue uno de los tres presidentes de la Asamblea Nacional Constituyente que redactó la   Constitución Política   vigente desde 1991. El 4 de julio de 1991 se proclamó la nueva Constitución. 

#### Ministro de Salud
Fue designado por parte del presidente César Gaviria como ministro de salud, en dicho cargo generó controversia por no asistir a las citaciones hechas por el Congreso de la República. Dicha citación se debía a las políticas adelantadas por Gaviria en programas como el del agua potable, el control a los precios de los medicamentos y la privatización del Instituto de los seguros sociales.
Renunció a dicho cargo para encabezar la lista del M-19 en la Asamblea Nacional Constituyente, en su reemplazo se nombró a Camilo González Posso, miembro igualmente de la Alianza Democrática M-19.

#### Candidato presidencial
Navarro fue precandidato del Polo Democrático Alternativo (PDA) para las elecciones presidenciales de mayo de 2006. En una consulta interna, Navarro perdió frente al exmagistrado Carlos Gaviria Díaz, quien se convirtió en el candidato oficial del PDA. En el año 2014 propuso su nombre como precandidato presidencial por el partido Alianza Verde, pero declinó su aspiración con el fin de encabezar la lista al Senado por el mismo partido en las elecciones legislativas de 2014 en las que resultó elegido senador para el periodo 2014-2018. Tomó posesión de su cargo el 20 de julio de 2014.

#### Gobernador de Nariño
Un año después de su aspiración presidencial, Navarro miró hacia su departamento y ve la oportunidad de disputar la elección para gobernador de su departamento, por la cual sale elegido como mandatario de Nariño en el periodo 2008-2011. En este cargo tuvo un gobierno de ‘tercera vía’. Combinó estrategias participativas propias de la izquierda moderna con programas totalmente orientados hacia mejorar las opciones económicas de la población a través de alianzas con el sector privado. Respaldó las políticas de seguridad democrática de Uribe y sobre todo de erradicación de cultivos ilícitos pero los combinó con apoyos directos y efectivos a los campesinos para que realmente optaran por una economía alternativa a la coca. Básicamente, se esforzó por encontrar soluciones a problemas concretos sin tener posiciones previas inamovibles. También implementó los presupuestos participativos, que le dieron una popularidad muy grande, y le permitieron a su sucesor Raúl Delgado, salir elegido gobernador en las pasadas elecciones como candidato de coalición.
Apenas unos días después de dejar la Gobernación, Navarro fue nombrado por Gustavo Petro como su nuevo Secretario de Gobierno. La llegada de Navarro buscaba aportarle una gran experiencia administrativa ya comprobada, una figura de talla presidencial y experiencia y conocimiento en el manejo del presupuesto participativo que aplicó como Gobernador de Nariño, hasta el momento de su renuncia tres meses después.

## Controversias

### Supuesto financiamiento del Cartel de Cali
El tesorero del cartel de Cali, el chileno Guillermo Pallomari, declaró bajo juramento ante una corte federal de Florida que Antonio Navarro Wolff fue uno de los políticos que supuestamente colaboró con el Cartel de Cali en la Asamblea Nacional Constituyente; versiones que resultaron poco creíbles según analistas como Roberto Posada García-Peña. Según Pallomari, se estableció una estructura de sobornos, cuyo cabecilla fue Mario Ramírez, secretario de la Constituyente, quien llamaba frecuentemente a Gilberto Rodríguez Orejuela para hacerle alguna consulta o pedirle instrucciones sobre artículos y leyes que se estaban modificando. En ese momento Navarro, afirmó que su defensa a la no extradición de los capos de los carteles de drogas era gratis.

### Supuestos vínculos del M-19 con el narcotráfico
En diciembre de 1990 Navarro quiso probar el supuesto de que el M-19 no había sido financiado por el narcotráfico, para realizar la Toma del Palacio de Justicia argumentando que el gobierno de los Estados Unidos le había concedido la visa. Hecho que fue desmentido en ese entonces por el gobierno estadounidense, aclarando que la visa en cuestión fue otorgada exclusivamente debido a que el ministro visitará los Estados Unidos en comisión oficial y porque el gobierno colombiano solicitó fuera otorgada una visa diplomática.
Phillip Mc Lean, exjefe de Asuntos Andinos del Departamento de Estado de los Estados Unidos y diplomático en Colombia afirmó que Estados Unidos estuvo convencido de que la Toma del Palacio de Justicia fue supuestamente, una operación orquestada por el M-19 en asocio con el narcotráfico, cuyo objetivo era quemar los procesos sobre Los extraditables. La existencia de copias de las solicitudes de extradición en la cancillería y la embajada americana, y de copias de procesos en otros despachos judiciales, desvirtúa que la quema de expedientes fuera la razón de la operación guerrillera. Además los magistrados también llevaban procesos judiciales y condenas contra miembros de las Fuerzas Militares.

### Amnistía por holocausto del Palacio de Justicia
Antonio Navarro Wolff calificó en abril de 1994 de injusto el tratamiento que se le dio al general Jesús Armando Arias Cabrales por los hechos del Palacio de Justicia. El dirigente dijo que si al M-19 se le concedieron la amnistía y el indulto se deben dar las mismas garantías políticas a los militares que participaron en esos hechos. 
Es injusta la destitución de Arias Cabrales; Consideramos injusto que a unos se nos dé amnistía y se nos dé indulto y a otros se les está sancionando ahora. Todos los colombianos debemos ser conscientes de que tenemos que olvidar el pasado, para que el país tenga la paz que tanto necesita, e insistió en que debe haber un tratamiento de justicia: Antonio Navarro Wolff

## Reconocimientos
- Recibió la medalla de los Servicios Distinguidos en Categoría I, por la Dirección General de la Policía Nacional (1997).
- Premio al Mejor Alcalde de Colombia por El Tiempo, el Instituto FES de Liderazgo y otras instituciones (1998), con el título de “Ejecutivo del Año”, por la Cámara Junior de Colombia (1998)
- “Mejor congresista” por la Revista Cambio (2002).